# Gaétan Billa
Gaétan Billa (ur. 21 września 2000) – francuski szpadzista, srebrny medalista mistrzostw świata.
Podczas mistrzostw świata w Mediolanie w 2023 roku Francuzi w składzie: Alexandre Bardenet, Gaétan Billa, Yannick Borel i Romain Cannone zdobyli srebrny medal w zawodach drużynowych. Na tej samej imprezie zajął 49. miejsce w turnieju indywidualnym.
W latach 2022 i 2023 zdobywał mistrzostwo Europy U-23 w rywalizacji drużynowej.